# 情满雪阳花
《情满雪阳花》 又名《盛开在冬季的太阳花》，改編韩剧《May Queen》，是林添一继《真爱之百万新娘》、《金枝玉叶》、《回家的诱惑》、《贤妻》等执导的一部情感电视剧，打造中国版“继承者们”。故事讲述富代二和邻家女的情感故事，李沁继《璀璨人生》和《花开半夏》后再演身世女角色。该剧于2014年3月16日在厦门开机，同年6月殺青，2015年4月21日深圳都市频道首播，2016年6月4日江西卫视上星。

## 劇情介紹
八十年代末期，濱海市建築學家劉浩明由於意外事故不幸身亡，一歲多的女兒婷婷失踪，其好友鵬達集團經理夏鵬飛與劉妻林蕙蘭組建新家庭。婷婷流落偏遠山區，被葉大山收養，取名明珠。二十二年後，明珠自學成才。她應聘到鵬達集團工作，與留洋回國的兒時夥伴李超再次相遇，李超多次對明珠表達愛意，均被拒絕。夏鵬飛的司機江志彬為了出人頭地，威逼兒子江磊迎娶夏的女兒夢潔。建築監察劉浩宇揭開了鵬達集團挪用資金的內幕，夏鵬飛面臨破產。明珠的身世之謎逐漸被揭開，她和李超一起為共同的夢想而努力，成為建築業的精英。李超的執著最終感動了明珠，兩人攜手走到了一起，邁向新的未來。

## 演員列表

### 主要角色
| 演员   | 角色   | 原角色 | 介绍／昵称／关系／职业                                             |
| 李沁   | 叶明珠 | 千海珠 | 原名刘婷婷，原为建筑学家之女，夏鹏飞之女，夏强之妹妹，夏梦洁之姐姐 |
| 韩栋   | 李超   | 姜山   |                                                                    |
| 王雨   | 江磊   | 朴昌熙 |                                                                    |
| 邬靖靖 | 夏梦洁 | 张仁华 | 夏鹏飞之女，夏强之妹，叶明珠之妹妹                                 |
| 张晨光 | 夏鹏飞 |        | 集団总裁，林静兰之后夫                                             |
| 婁淇   | 夏强   |        | 夏鹏飞之子，夏梦洁、叶明珠之哥哥                                   |
| 陈炜   | 林蕙兰 |        | 叶明珠之母                                                         |
| 黄海冰 | 叶大山 |        | 叶明珠养父                                                         |
| 杨雨婷 | 于美麗 |        | 叶明珠养母                                                         |
| 王岗   | 江志彬 |        | 江磊之父                                                           |
| 张咏棋 | 林静兰 |        | 林蕙兰之妹                                                         |
|        | 葉壯   |        | 叶明珠之哥哥，吃貨(意思為才幹低，能力差)一個                       |